# Charles George Herbermann
Charles George Herbermann (8 de dezembro de 1840 - 24 de agosto de 1916) foi um professor e historiador germano-americano. Nasceu em Saerbeck, perto de Münster, Vestfália, Prússia, filho de George Herbermann e Elizabeth Stipp. Ele chegou aos Estados Unidos em 1851 e, sete anos depois, se formou no College of St. Francis Xavier, em Nova York. Foi nomeado professor de língua e literatura latinas (1869-1914) e bibliotecário (1873-1914) no College of the City of New York. Por mais de 50 anos, ele esteve imerso em várias questões envolvidas com o catolicismo. Foi presidente do Catholic Club (1874-1875) e da Sociedade Histórica Católica dos Estados Unidos (1898-1813). Ele se tornou editor-chefe da Enciclopédia Católica em 1905.  Traduziu a História de Vinland de Torfason e escreveu Vida de Negócios na Roma Antiga (1880). 